# Tartós befektetési számla
A tartós befektetési számla a tartós befektetési szerződések technikai megvalósítási formája. 
A személyi jövedelemadóról szóló törvény szerint a tartós befektetési szerződés előnye, hogy az ebből keletkező nyereség (kamat, illetve árfolyamnyereség) után a számlatulajdonos mentesül a személyi jövedelemadó alól, amennyiben a szerződést a futamidő előtt fel nem mondja. Ha a szerződést a megkötés után következő három teljes naptári éven belül mondják fel, úgy a teljes kamatadót (2017-ben 15%-ot) meg kell fizetni. Ha a szerződést három naptári év után mondják fel, úgy 10% kamatadót kell megfizetni.  Öt év eltelte utána a számla automatikusan megszűnik, és az addig elért nyereség kamatadómentes marad. 
Egy adóévben egy szolgáltatónál csak egy tartós befektetési számla nyitható, azonban több szolgáltatónál lehet számlát nyitni. A tartós befektetési számla nyitásakor minimálisan befektetendő összeg 25 000 Ft.